# اوت تاناک
اوت تاناک (استونیایی: Ott Tänak؛ زادهٔ ۱۵ اکتبر ۱۹۸۷) راننده رالی اهل استونی است.
وی از سال ۲۰۰۹ تاکنون در ۹۸ رالی شرکت کرده و سابقه ۱۸۳ قهرمانی مرحله‌ای دارد، تاناک راننده تیم‌های تویوتا، ام-اسپورت و پیرلی استار بوده‌است.